# The Rare Old Mountain Dew
마운틴 듀(Mountain Dew), 리얼 올드 마운틴 듀(Real Old Mountain Dew), 레어 올드 마운틴 듀(Rare Old Mountain Dew)는 아일랜드의 고전 포크송이다. 산 이슬은 술을 뜻한다. 1882년에 나온 곡으로, 에드워드 해리건(Edward Harrigan)이 작사하고 가락은 데이브 브레이엄(Dave Braham)이 고전 포크송 더 걸 아이 레프트 비하인드(The Girl I Left Behind)를 편곡하였다. 술과 관련된 고전 포크송으로, 술을 마시는 즐거움을 노래하고 있다.